# 新比留辛斯基
新比留辛斯基（羅馬化：Novobiryusinskiy）是俄罗斯伊尔库茨克州的工人村（市级镇），属泰舍特区，位于叶尼塞河流域内比留萨河畔，在区行政中心泰舍特北偏西、州府伊尔库茨克西北方，靠近伊尔库茨克州与克拉斯诺亚尔斯克边疆区边界。设有铁路车站新比留辛斯基站。
该地2021年人口有4,236人；2010年人口4,767；2002年人口4,984；1989年人口4,551。